# فريشلي-بيكد تينغلز روزي روبيلاند
فريشلي -بيكد تينغلز روزي روبيلاند (بالإنجليزية: Freshly-Picked Tingle's Rosy Rupeeland) ، هي لعبة فيديو إلكترونية من نوع مغامرات، تعمل لنظام نينتندو دي إس الحصرية، صدرت سنة 2007م.